# Municipio de Newell (Iowa)
Newell Township es un municipio del condado de Buena Vista, Iowa, Estados Unidos. Según el censo de 2020, tiene una población de 1127 habitantes.
Es una subdivisión exclusivamente geográfica, por cuanto el estado de Iowa no utiliza la herramienta de los townships como municipios.

## Geografía
El municipio está en las coordenadas 42°36′11″N 94°58′33″O / 42.60306, -94.97583. Según la Oficina del Censo, tiene una superficie total de 93.16 km², de los cuales 93.07 km² corresponden a tierra firme y 0.09 km² están cubiertos de agua.

## Demografía
Según el censo de 2020, hay 1127 personas residiendo en la zona. La densidad de población es de 12.1 hab./km². El 86.07 % de los habitantes son blancos, el 0.35 % son amerindios, el 0.62 % son asiáticos, el 2.84 % son isleños del Pacífico, el 2.84 % son de otras razas y el 7.28 % son de una mezcla de razas. Del total de la población, el 8.25 % son hispanos o latinos de cualquier raza.